# Maraton

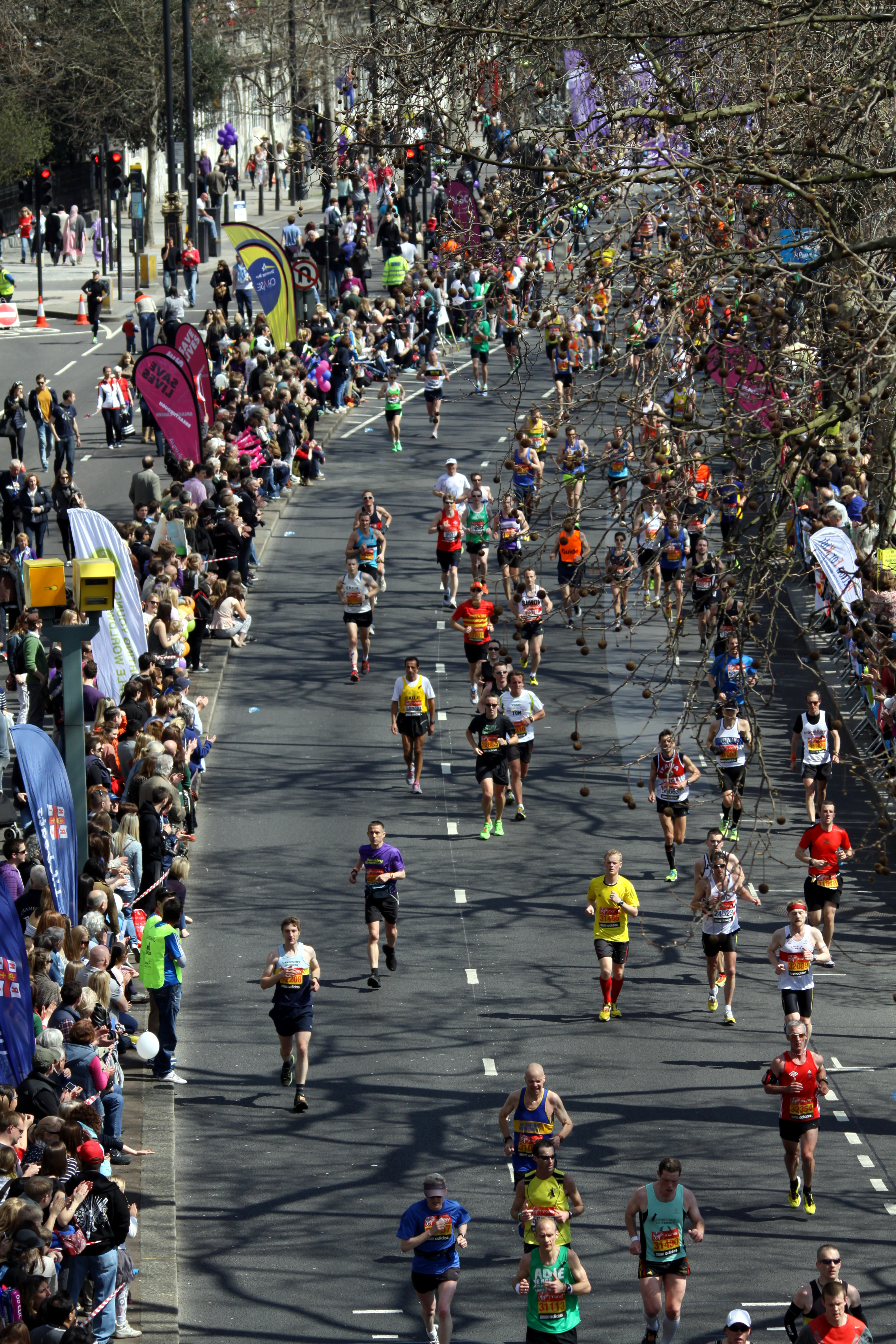
London Marathon 2013.

Maraton är en olympisk löpgren där de tävlande avverkar en sträcka på 42 195 meter (42 kilometer) på landsväg eller gator.
Begreppet maraton används numera även inom andra sporter – till exempel kajakmaraton.

## Historia
Grenen bygger på en myt, enligt vilken den grekiske soldaten Feidippides (Filippides) skulle ha sprungit från staden Marathon på östra delen av halvön Attika till Aten med ett meddelande. Budskapet var att de grekiska styrkorna under ledning av Miltiades d.y. hade segrat över persernas markstyrkor i slaget år 490 f.Kr. Detta för att staden inte skulle öppna sina portar för den persiska flottan när den anlände.
Direkt efter slaget sprang hela den atenska hären "för brinnande livet", enligt Herodotos, tillbaka till Aten, för att förhindra persiska flottan från att erövra staden. Atenarna hann fram i tid och lyckades sålunda förhindra en persisk landstigning. Hotet från det persiska imperiet var avstyrt för den gången.
Första åren varierade Maratonloppens längd mellan 40 och 43 kilometer. Sträckan 42 195 meter kommer från OS 1908 i London då sträckan förlängdes från 26 miles, 41 843 meter till 26 miles 385 yards, 42 195 meter. Loppet gick från kungliga sommarslottet Windsor Castle till White City Stadium, en sträcka på 26 miles. Det lades till 385 yards, 352 meter, för att få mållinjen rakt framför kungliga logen på upploppsidan. Denna sträcka stadfästes i Storbritannien. Först 1924 bestämdes att distansen vid OS skulle vara 42 195 m. Avståndet från slagfältet i Marathon till Aten har av Internationella Olympiska Kommittén uppskattats till 35,4 kilometer. Först när de stora maratonarrangörerna år 1982 bildade Association of International Marathons infördes enhetliga internationella regler för hur en maratonbana skall mätas.[källa behövs] Numera kontrollmäts banorna för de stora internationella maratonloppen minst vart femte år även om banan inte ändrats.[källa behövs]

## Lopp
Årligen genomförs fler än 800 maratonlopp runt om i världen. Sex av de största maratonloppen ingår i den så kallade World Marathon Majors-serien tillsammans med maratonloppen som äger rum under friidrotts-VM samt sommar-OS vartannat respektive vart fjärde år. De är New York Marathon, Boston Marathon, Berlin Marathon, London Marathon, Chicago Marathon samt Tokyo Marathon.

### Lopp i Sverige
Det största årligt återkommande maratonloppet i Sverige är Stockholm Marathon som brukar ha cirka 20 000 anmälda. År 2014 anordnades Helsingborg Marathon för första gången. Under premiäråret blev det Sveriges näst största maratonlopp med över 1700 anmälda löpare. I övrigt finns det ett 20-tal maratonlopp i Sverige, alla med under 500 deltagare, oftast under 100. Exempel på lopp är Båstad Marathon, Östersund Marathon, Växjö Marathon, Axa Fjällmaraton och Göteborg Marathon. Ironman Kalmar har ett maratonlopp som ett delmoment i den tävlingen och har fler deltagare än något annat svenskt maratonlopp utom Stockholm Marathon.

## Rekord
Från 2004 noteras världsrekord i maraton. Innan dess registrerades världsbästa. Världsrekordet för herrar är 2:00:35 och sattes 2023 av Kelvin Kiptum. För damer är det 2.11.53 av etiopiskan Tigist Assefa den 23 september 2023 i Berlin. Svenska rekord är 2:07:36 av Suldan Hassan  2023 och 2:23:41 av Isabellah Andersson 2011, två svenskar har varit världsrekordshållare (Alexis Ahlgren och Thure Johansson).
Den 6 maj 2017 sprang Eliud Kipchoge ett maraton på tiden 2:00:25 under Nike Breaking2. Denna tid räknas dock ej som världsrekord då löparna konstant hade anpassade farthållare samt fick vätskelangning under hela loppet.
Den 12 oktober 2019, under Ineos 1:59 Challenge som sprangs i Wien i Österrike, blev Eliud Kipchoge den första person att springa maratondistansen på mindre än 2 timmar, sluttiden var 1:59:40.2. Loppet var ett speciallopp som var designat enbart för att spränga gränsen på 2 timmar och till sin hjälp hade Kipchoge bland annat 41 medlöpare som såg till att hålla farten, en bil som visuellt illustrerade tidsgränsen med laser samt dryck och coachning av ett cyklande team. Dessa specialförhållanden gör att loppet inte räknas som officiellt världsrekord.